# 140-ві до н. е.

## Події
- Парфія: правління царя Мітрідата І;
- Елімаїда: заснування, правління царя Камнаскіра I